# Ujung Rambe
Ujung Rambe is een bestuurslaag in het regentschap Deli Serdang van de provincie Noord-Sumatra, Indonesië. Ujung Rambe telt 1995 inwoners (volkstelling 2010).